# Землянуха
Земляну́ха (рос. Землянуха) — селище у складі Барнаульського міського округу Алтайського краю, Росія.

## Населення
Населення — 86 осіб (2010; 84 у 2002).
Національний склад (станом на 2002 рік):
- росіяни — 87 %